# Tropidion semirufum
Tropidion semirufum là một loài bọ cánh cứng trong họ Cerambycidae.